# فرنسيس كوينتون
فرنسيس كوينتون (بالإنجليزية: Francis Quinton)‏ (27 نوفمبر 1865 في الهند - 5 ديسمبر 1926 بمرليبون في المملكة المتحدة) هو لاعب كريكت بريطاني (وحمل سابقاً جنسية المملكة المتحدة لبريطانيا العظمى وأيرلندا). لعب مع نادي مقاطعة هامبشاير للكريكت ‏ ونادي مارليبون للكريكت ‏.

## وصلات خارجية
- فرنسيس كوينتون على موقع إي آس بي آن كريك إنفو (الإنجليزية)